# Kirnitzschtalbahn
De Kirnitzschtalbahn is een regionale tramlijn in Saksisch Zwitserland in de Duitse deelstaat Saksen. De metersporige tramlijn vertrekt in Bad Schandau en volgt het Kirnitzschtal tot de Lichtenhainer Wasserfall (waterval). De tram rijdt sinds 1898 door het Nationaal Park Sächsische Schweiz en vervoert in de eerste plaats toeristen. De lijn wordt uitgebaat door de Oberelbischen Verkehrsgesellschaft Pirna-Sebnitz mbH.

## Trajectbeschrijving
De Kirnitzschtalbahn heeft zijn beginpunt aan het stadspark van Bad Schandau en eindigt aan de Lichtenhainer Wasserfall ten zuiden van Lichtenhain, wijk van Sebnitz. Onderweg worden zeven haltes bediend. De lijn is volledig enkelsporig en ligt aan de zijkant van de Saksische staatsbaan 165 (Kirnitzschtalstraße). Tussen de tweede en derde halte, iets buiten Bad Schandau, bevindt zich onmiddellijk naast de lijn de stelplaats. De trams kunnen kruisen ter hoogte van twee wisselplaatsen die gelegen zijn aan de stelplaats (zogenaamde Depotweiche) alsook op de vrije baan tussen de haltes Forsthaus en Nasser Grund (zogenaamde Schneiderweiche). Aan beide eindpunten bevindt er zich verder een omloopspoor.

## Geschiedenis

### Voorgeschiedenis

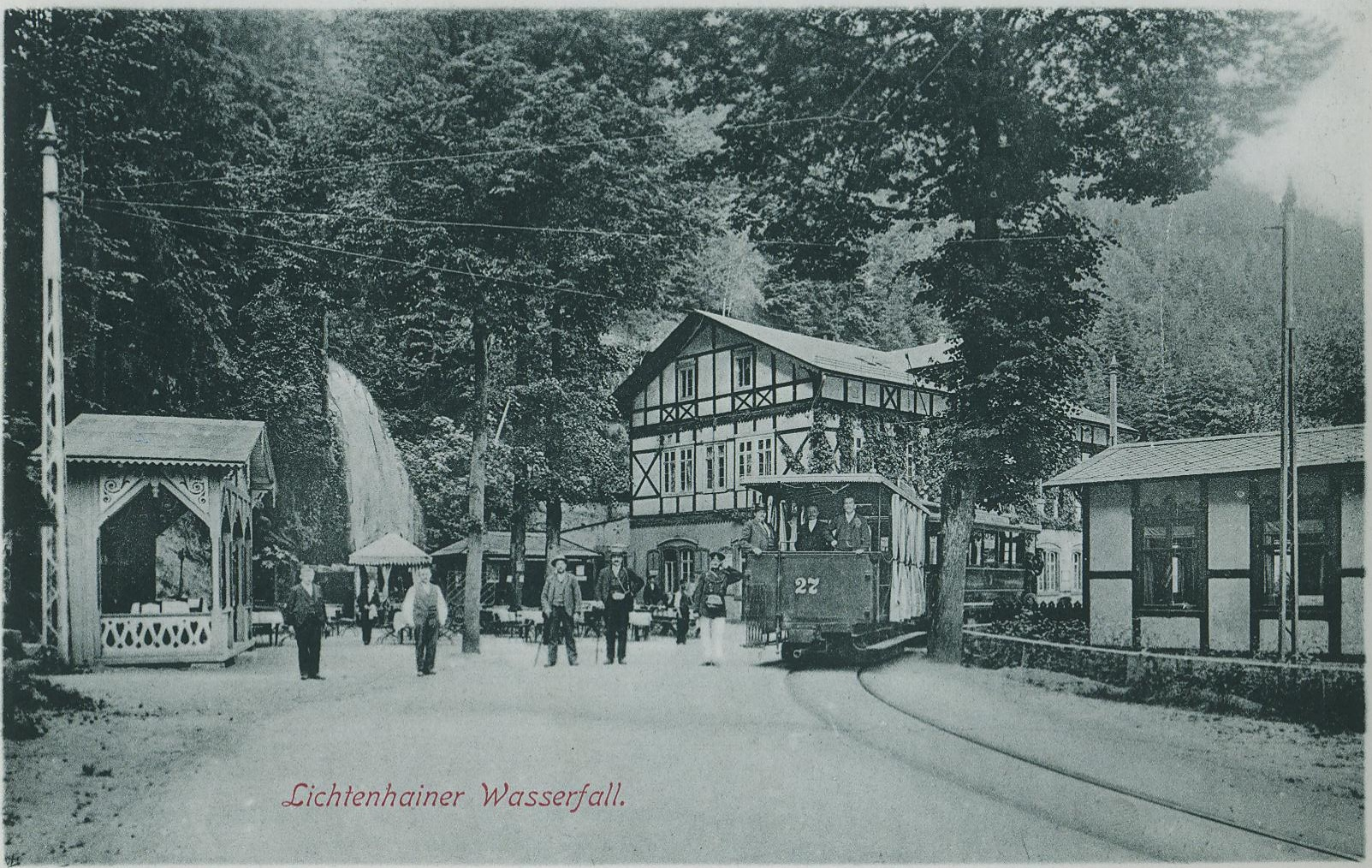
Eindpunt Lichtenhainer Wasserfall in 1910

Om het toerisme te bevorderen, verschenen al in 1870 de eerste plannen om een paardentramlijn aan te leggen door het Kirnitzschtal. In 1893 werd het "Uitvoerend comité voor de bouw en exploitatie van een tram met motoraandrijving van Bad Schandau via de Lichtenhainer Wasserfall tot aan de Kirnitzschschänke" (Executiv-Comite zum Bau und Betrieb einer Straßenbahn mit Motorantrieb von Schandau über den Lichtenhainer Wasserfall bis zur Kirnitzschschänke) opgericht. Er zou een traject van Schandau (thans Bad Schandau) Bahnhof via Felsenmühle, Lichtenhainer Wasserfall en Neumann-Mühle naar Kirnitzschtalschenke in Hinterdittersbach aan de Saksisch-Boheemse grens worden aangelegd. Er werd ook een verlenging gepland via Rainwiese (thans Mezní Louka), Herrnskretschen (thans Hřensko) en terug naar Schandau waardoor een ringlijn zou ontstaan.
Op 22 december 1893 werd het traject aangenomen en op 7 maart 1894 ging ook de gemeenteraad van Schandau akkoord. De werken zouden moeten uitgevoerd worden door de Continentalen Gesellschaft für elektrische Unternehmungen Nürnberg. Vanuit kostenstandpunt bleef de tractiewijze voor betwisting zorgen: de Saksische regering weigerde stoomtractie maar de gemeenteraad van Schandau sloot dit niet uit. Gezien het begin van de werken vanuit diverse hoeken geëist werd tegen 1 april 1897, werden tot mei 1897 eerst de sporen gelegd. De keuze voor de tractiewijze duurde nog tot 1898 en pas op 10 januari 1898 werd gestart met de bouw van de elektriciteitscentrale.
Uiteindelijk werd enkel het traject tot aan Lichtenhainer Wasserfall aangelegd. De oorspronkelijk geplande lijn werd vanuit kostenoogpunt ook later niet gebouwd. Ook het traject van het station van Schandau naar het stadscentrum werd niet gebouwd omwille van protest van lokale handelaars, veerlui en herberghouders. Zodoende ontstond er evenmin goederenverkeer en de lijn speelde geen rol in het woon-werkverkeer.

### Opening van het traject
In mei 1898 kwamen de eerste zes, door de Waggon- und Maschinenfabrik AG vorm. Busch gebouwde motorwagens aan. Op Pinksterzaterdag 27 mei 1898 om 12.00 uur vertrokken de eerste trams vanuit het centrum van Schandau in de richting van Lichtenhainer Wasserfall; door enkele ontsporingen werd de reistijd verlengd tot circa 45 minuten. De Kirnitzschtalbahn was van bij het begin een zuiver toeristische lijn die toen enkel reed van april tot oktober. In het openingsjaar telde de lijn al 80.000 reizigers.

### Problemen in de begintijd
Ook na de opening van de lijn bleven ontsporingen een probleem; daardoor was elke tram voorzien van een lier en houten blokken. Ook regelmatige schade aan de tractiemotoren en de stroomafnemers leidden tot exploitatieproblemen. Toch stegen de reizigersaantallen in 1920 tot circa 200.000, met uitzondering van de zeer zwakke jaren tijdens de Eerste Wereldoorlog en de jaren van de hoge Duitse inflatie (1914 - 1923).
De nacht van 26 op 27 juli 1927 was ongetwijfeld een van de donkerste uit de geschiedenis van de Kirnitzschtalbahn gezien een brand de stelplaats en het volledige voertuigenpark vernielde. De exploitatie werd midden in het toeristisch seizoen twee weken onderbroken. Uit deze tijd dateren ook de eerste plannen tot opheffing van de lijn. Al op 12 augustus 1927 kon de exploitatie opnieuw worden opgestart met trams geleend van de Lößnitzbahn. Deze bleven in het Kirnitzschtal rijden tot aan het seizoeneinde op 31 oktober 1927. Bij de aanvang van het seizoen 1928 beschikte de lijn over elf eigen nieuwgebouwde trams van MAN.
In 1939 vormde de stillegging van de lijn nogmaals onderwerp van debat en plande men de omvorming van de Kirnitzschtalbahn tot trolleybuslijn. De uitbraak van de Tweede Wereldoorlog doorkruiste dit plan en vanaf 6 mei 1945 werd het verkeer op de lijn vanwege de oorlog stilgelegd.

### Naoorlogse periode, tijdelijke stilleggingen

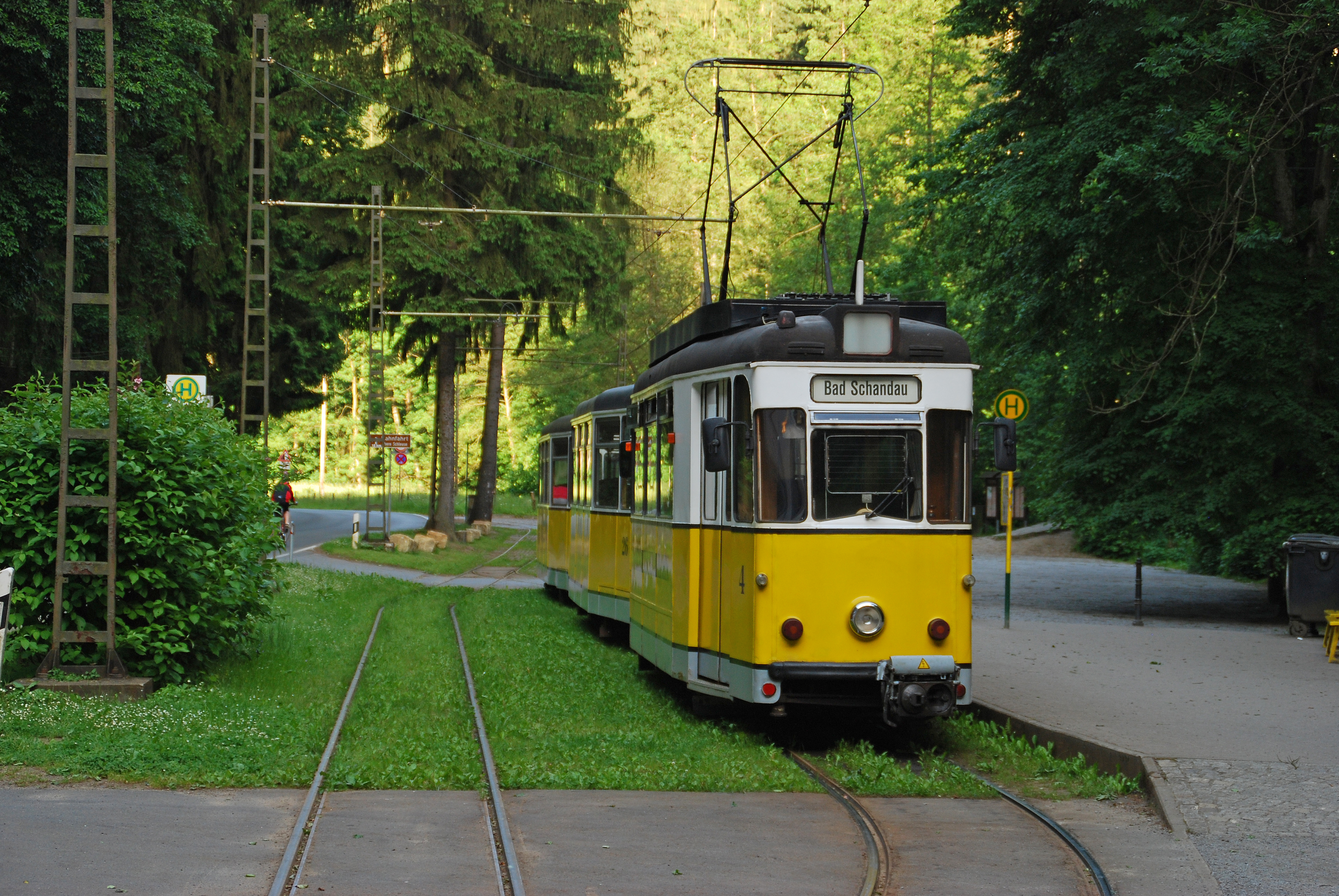
Tram aan het eindpunt te Bad Schandau

De exploitatie hernam vanaf 7 juni 1945.
Op 23 juni 1969 werd de Kirnitzschtalbahn met circa 350 meter ingekort tot de huidige lengte. Op dat ogenblik werd het traject in de binnenstad van Bad Schandau als gevolg van het toenemend verkeer stilgelegd. Naast de vroegere eindhalte Hotel Lindenhof verdween ook de tussenliggende halte Forellenbrücke. Gelijktijdig kwam de nieuwe eindhalte met omloopspoor Stadtmühlenplatz – thans Kurpark genoemd – in dienst.
Slechts kort na de inkorting deed er zich op 21 juli 1969 een volgend ongeluk voor: een motorwagen kantelde om als gevolg van een verbreding van het spoor en stortte van de dijk van de Kirnitzsch naar beneden. Alle inzittenden raakten gewond. Na controle van het traject werden verdere gebreken vastgesteld zodat de lijn van hogerhand moest gesloten worden. De herstelling nam veel tijd in beslag door het gebrek aan materiaal en andere factoren die te wijten waren aan de planeconomie. Pas op 25 juli 1972 kon de lijn gedeeltelijk worden heropend. Verdere vernieuwingen van de infrastructuur bleven achterwege. In 1973 deed zich een frontale botsing voor tussen twee motorwagens.
Als gevolg hiervan werd in hetzelfde jaar het nog steeds gebruikte systeem van de doorgeefstaaf ingevoerd. Met deze procedure mag een bepaald deeltraject van de lijn enkel worden bereden indien de chauffeur in het bezit is van de staaf van dit deeltraject. De lijn werd hiervoor in drie delen opgesplitst: Stadtpark – stelplaats, stelplaats – Schneiderweiche en Schneiderweiche – Lichtenhainer Wasserfall.
In 1982 kon een nieuwe stillegging van de exploitatie op korte termijn worden afgewend. Nadat in 1985 een tram ontspoorde en de infrastructuur opnieuw aan inspectie onderworpen werd, moest het verkeer door verregaande schade aan het spoor en corrosie aan de bovenleidingsmasten opnieuw stilgelegd worden. De exploitant VEB Kraftverkehr Pirna streefde naar een effectieve stillegging van de tramlijn maar na massaal protest van de bevolking werd deze alsnog afgewend.

### Nieuwe tijd

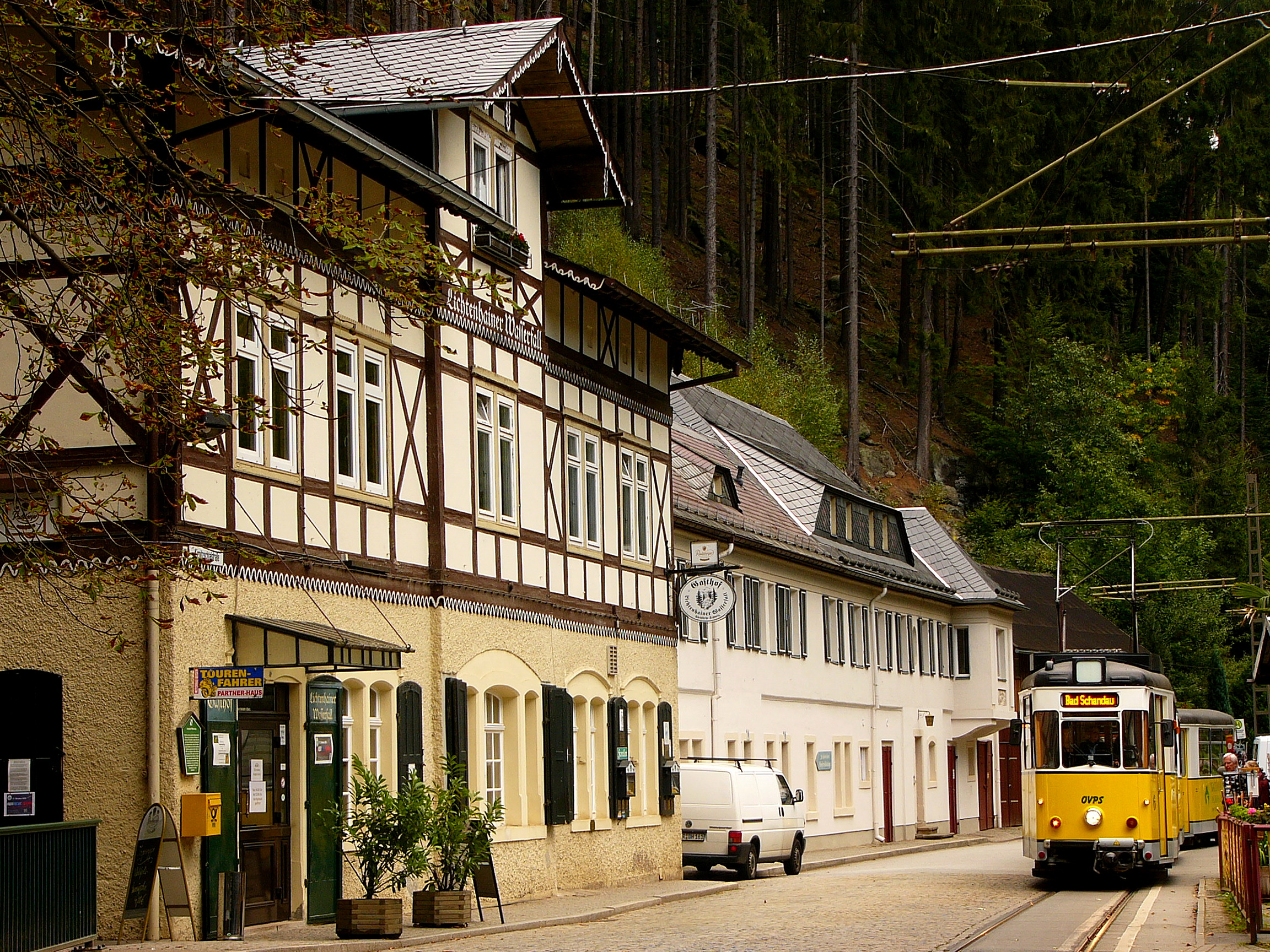
Een tram is vertrokken aan het eindpunt Lichtenhainer Wasserfall

In de jaren 1986 tot 1990 werd de infrastructuur van de Kirnitzschtalbahn eindelijk ten gronde vernieuwd. Op 16 augustus 1986 kon de exploitatie opnieuw gedeeltelijk worden hervat. Het volledig traject heropende in 1990. In 1993 werden fotovoltaïsche cellen in gebruik genomen die een deel van de stroomvoorziening konden dekken. Een verdere reconstructie van de lijn vond plaats in 2003-2004.
De Kirnitzschtalbahn is met een lengte van bijna 8 kilometer het kleinste trambedrijf in Saksen. De lijn is gedurende geheel het jaar in bedrijf: in de winter staat één tram in voor een rit om de 70 minuten en in de zomer drie trams die samen een halfuurdienst aanbieden. Parallel aan de tramlijn wordt het Kirnitzschtal ook bediend door een frequent rijdende buslijn.
Op 7 augustus 2010 werd het Kirnitzschtal getroffen door een zwaar hoogwater. Het traject werd gedeeltelijk overspoeld en keerwanden beschadigd. Het volledige historische wagenpark leed motorschade zodat de exploitatie tijdelijk moest stilgelegd worden. Vanaf 28 augustus 2010 werd terug een beperkte dienst aangeboden tussen Stadtpark en Beuthenfall en dit met een aangepaste dienstregeling. De halfuurdienst kon toch gewaarborgd worden. In december 2010 verleende de Landesdirektion Dresden subsidies voor een bedrag van 1,8 miljoen euro voor de herstelling van de door het hoogwater veroorzaakte schade. Sinds 14 december 2012 kon de exploitatie tot aan de eindhalte Lichtenhainer Wasserfall worden hervat.
In het regionale plan van de regio Oberes Elbtal/Osterzgebirge is het volgende plandoel opgenomen: De Kirnitzschtalbahn zal als een historisch significant verkeersmiddel bijdragen tot de ontsluiting van delen van Saksisch Zwitserland en zal voorbij de huidige eindpunten worden verlengd naar de Elbe (veerdiensten, S-Bahn, Sächsische Dampfschiffahrt), respectievelijk naar Neumannmühle.

### Reizigersaantallen
- 1898: ca. 80.000
- 1922: ca. 200.000
- 2008: 209.721
- 2009: 203.118
- 2010: 155.817 (beperkte exploitatie als gevolg van schade veroorzaakt door hoogwater)
- 2011: 170.794 (beperkte exploitatie als gevolg van schade veroorzaakt door hoogwater)
- 2012: 191.964 (beperkte exploitatie als gevolg van schade veroorzaakt door hoogwater)

## Voertuigen

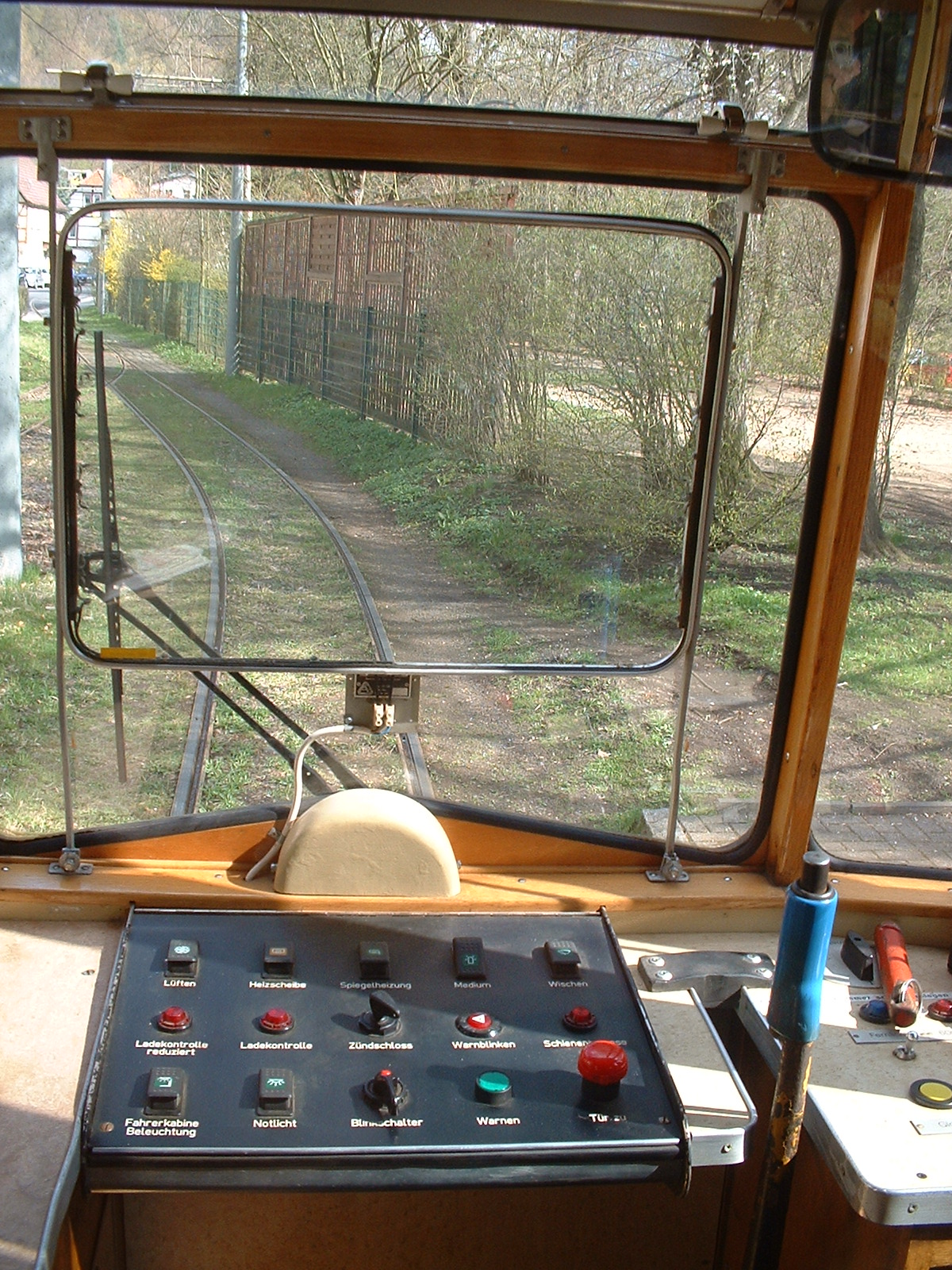
Zicht op de bestuurderspost van een tram

Het oorspronkelijke wagenpark bestond uit zes beglaasde motorwagens en zes bijwagens zonder ramen maar voorzien van gordijnen. Deze werden gebouwd door de Waggon- und Maschinenfabrik AG vorm. Busch uit Bautzen. Alle twaalf rijtuigen vielen ten prooi aan de stelplaatsbrand van 27 juli 1927. Zij werden vanaf 12 augustus 1927 vervangen door van de Lößnitzbahn geleende trams. In 1928 konden de geleende trams terugkeren naar de Lößnitzbahn in Radebeul. Ondertussen waren in Bad Schandau elf nieuwe MAN-motor- en bijwagens aangekomen. Eén geleende tram ging pas in 1954 terug naar de Lockwitztalbahn op een ogenblik dat zijn zustertrams al meer dan twintig jaar eerder verschroot waren. Daar werd het voertuig nog tot in 1968 in de reguliere exploitatie ingezet.
In 1977 nam de Kirnitzschtalbahn vijf motortrams over van de Lockwitztalbahn die in datzelfde jaar gesloten werd. Deze voertuigen werden tussen 1938 en 1944 gebouwd voor de tram van Erfurt en daarom gingen ze door het leven als „die Erfurter“. Deze trams kregen in 1984/85 koppelingen voor normale standaardbijwagens. In 1984 kwamen in de stelplaats eenrichtingsbijwagens van het type B2-62 aan. Bij deze bijwagens werden de wagenkasten uit Leipzig geplaatst op onderstellen van trams uit Halle (Saale).
Tussen 1992 en 1996 werden drie Gotha-tweerichtingstrams overgenomen van het tramnet van Plauen en nog één extra van het tramnet van Zwickau. In 1996 en 1997 volgden uit Zwickau nog twee bijkomende Gotha-bijwagens. Alle voorhanden zijnde Gothatrams werden in de jaren 1990 grondig gemoderniseerd. Daardoor konden de „Erfurter“ volledig vervangen worden. In 2007 vervoegde de voormalige tram 103 van het openbaarvervoerbedrijf van Jena het park. Dit voertuig stond tussendoor tentoongesteld voor het stationsgebouw van de Lößnitzgrundbahn in Radebeul.
Door het hoogwater in de zomer van 2010 werden de motorwagens 5, 8 en 12 alsook de bijwagen 12 beschadigd. Voor de zwaar beschadigde motorwagen 9 werd een oproep naar giften opgestart. Ondertussen kon de tram hersteld worden en sinds maart 2012 is hij opnieuw in dienst.

### Overzicht van het park
| Foto | Nummers | Type                  | Datum     | Opmerkingen |
| ---- | ------- | --------------------- | --------- | --- |
|      | 1-4, 6  | Gothawagen motorwagen | 1957-1960 | Op verschillende ogenblikken verworven van diverse Oost-Duitse tramnetten. Trams 1-2 kwamen in 1992 van de tram van Plauen, nummer 3 in 1995 uit Plauen, nummer 4 in 1995 uit Chemnitz en nummer 6 in 2007 via Radeburg uit Jena. Deze voertuigen verzorgen de basisdienst samen met de bijpassende bijwagens 21 tot 26. |
|      | 5       | MAN motorwagen        | 1928      | Gebouwd voor de Kirnitzschtalbahn als een van de motorwagens die tussen 1928 en de jaren 1970 de basisdienst verzekerden, tot op het ogenblik van vervanging door de Erfurter motortrams. Motortram 5 werd uit dienst genomen op 31 maart 1979 maar werd tegen 28 mei 1983 rijvaardig gerestaureerd met het oog op de 85ste verjaardag van de lijn. Thans in gebruik voor bijzondere diensten.                                                                |
|      | 8       | Erfurter motorwagen   | 1938      | Gebouwd om ingezet te worden op het tramnet van Erfurt, waar ze ingezet werd tot 1968. Op dat ogenblik verworven en herbouwd voor gebruik op de Lockwitztalbahn. Bij sluiting van deze lijn in 1977 werden nummer 8 en vier andere ex-Erfurt trams aangekocht door de Kirnitzschtalbahn waar ze de basisdienst verzorgden tot hun vervanging in de jaren 1990 door de Gothatrams. De enige nog aanwezige Erfurter wordt thans ingezet voor bijzondere ritten. |
|      | 9       | Bautzen motorwagen    | 1925      | Gebouwd om ingezet te worden op de Lockwitztalbahn. De tram werd in 1976 gerestaureerd voor de 70ste verjaardag van de Lockwitztalbahn maar na sluiting van de lijn was het voertuig voorbestemd om te worden gesloopt. Dit plan werd op het laatste ogenblik afgevoerd ten voordele van een verhuis in 1979 naar de Kirnitzschtalbahn. De tram wordt thans ingezet voor bijzondere ritten.                                                                   |
|      | 12      | MAN bijwagen          | 1928      | Voor de Kirnitzschtalbahn gebouwde bijwagen die de basisdienst verzekerde tussen 1928 en de jaren 1980, toen hij vervangen werd door de Gotha-bijwagens. Tram nummer 12 werd in 1991 rijvaardig gerestaureerd en wordt thans gebruikt voor bijzondere diensten, hierbij getrokken door de bijpassende motorwagen 5. |
|      | 21-26   | Gothawagen bijwagen   | 1963-1968 | Trams 21-24 werden in 1984 verworven en herbouwd hierbij gebruik makend van de wagenkasten van het tramnet van Leipzig, dat een spoorwijdte van 1458 mm heeft, en de metersporige onderstellen van het tramnet van Halle (Saale). Trams 25-26 kwamen in 1995 uit Zwickau. Deze bijwagens verzorgen de basisdienst samen met de motortrams 1 tot 4 en 6. |

### Gastvoertuigen
In 1993 was voor de eerste keer een lagevloertram te gast op de Kirnitzschtalbahn. Het betrof de MGT6D 500 van het trambedrijf van Halle (Saale) die tussen 13 juli en 19 augustus werd ingezet. Een tram van hetzelfde type (tram nummer 612) alsook de historische tram 21 van het trambedrijf van Plauen waren in 1998 te gast op de tramparade van „100 jaar Kirnitzschtal“. De aankoop van lagevloertrams botste echter op de financiering voor de aankoop en bijkomende kosten voor de aanpassing van de infrastructuur.

### Verblijf van andere trams
De historische motorwagen 6, die in 1943 gebouwd werd door de Gothaer Waggonfabrik, werd in 1993 geschonken aan het trammuseum van Halle (Saale) en wordt daar bewaard als inzetbaar voertuig. De MAN-bijwagen 13 uit 1928 verhuisde naar Cottbus.

## Bijzonderheden
- Van 1904 tot 1921 werd de personenlift Bad Schandau[4] gevoed met stroom uit de bovenleiding van de tram.
- De Kirnitzschtalbahn is naast de tram van Woltersdorf en de tram van Naumburg een van de drie Duitse trambedrijven die uitsluitend oudere types tweeassige voertuigen inzet.
- De Kirnitzschtalbahn is de enige tramlijn in Duitsland die geen nummer draagt.
- De circa 360 m² grote fotovoltaïsche installatie op het dak van de stelplaats levert ongeveer één vijfde van de elektriciteit die nodig is voor de exploitatie van de lijn.
- Het is ongewoon dat in de zijberm van de weg een spoor ligt (aan de rechterzijde van de weg gezien in de richting van de Lichtenhainer Wasserfall); Bij aanleg was dit voor vele enkelsporige tramtrajecten gebruikelijk. Daardoor komen de in de richting van Bad Schandau rijdende trams het autoverkeer tegemoet hetgeen van de autobestuurders bijzondere oplettendheid vereist.
- Hoewel de trams van de Kirnitzschtalbahn tweerichtingsvoertuigen zijn, worden de deuren uitsluitend aan de rechterkant (bergwaarts bekeken) geopend. De bijwagens hebben slechts deuren aan één zijde. Dit is mogelijk omdat alle haltes van de Kirnitzschtalbahn zich aan dezelfde zijde bevinden. Deze exploitatievorm (tweerichtingstrams met eenzijdige deuren) is zeldzaam en komt enkel nog voor bij de Drachenfelsbahn, de tram van Gmunden en op de tramlijn Trieste – Opicina.
- In 2008 diende de stelplaats als coulisse bij het draaien van de film Der Vorleser. In de film is een korte scène met een rijdende tram te zien bij het verlaten van de kern van Bad Schandau.

## Tarieven
Zoals de andere openbaarvervoermodi van de Oberelbischen Verkehrsgesellschaft Pirna-Sebnitz is ook de Kirnitzschtalbahn geïntegreerd in het Verkehrsverbund Oberelbe. Deze tariefintegratie geldt enkel voor de abonnementen. Voor biljetten en dagkaarten geldt voor de Kirnitzschtalbahn een speciaal en hoger tarief. Bovendien is de tram een van de weinige lijnen die niet deelneemt aan het Dresdner Semestertickets. De vervoerbewijzen worden verkocht door de chauffeurs maar op dagen met grote toeloop staat een ontvanger in voor de verkoop.